# Arthur Alfred Lynch

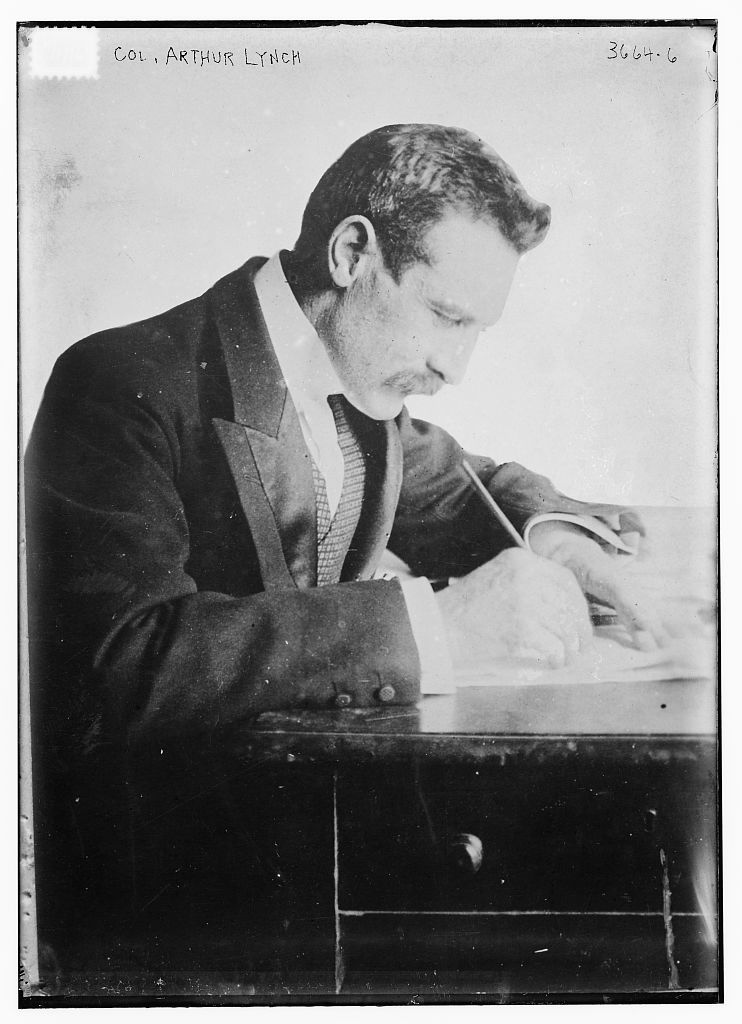
Arthur Alfred Lynch (1915)

Arthur Alfred Lynch (16. Oktober 1861 in Smythesdale bei Ballarat, Victoria, Australien – 25. März 1934 in Paddington, London, England) war ein in Australien geborener Ire, Ingenieur, Arzt, Mathematiker, Journalist, Schriftsteller, Dichter, Soldat, Freiheitskämpfer für Irland und Mitglied des House of Commons.

## Leben

### Australische Jahre
Als viertes von vierzehn Kindern von John Lynch, einem katholischen irischen Vermessungsingenieur, Gründer der Fachschule für Bergbau in Ballarat, besuchte Arthur Alfred das Grenville College, Ballarat, dann die University of Melbourne, wo er 1885 den BA (civil engineering) und 1887 den MA (logic and mental and moral philosophy) sowie ein Diplom (Certificate) als Ingenieur abschloss und auch kurze Zeit als Ingenieur arbeitete, ehe er 1888 sein Studium an der Universität Berlin fortsetzte.

### Europäische und irische Jahre
1888/89 studierte er in Berlin Physik, Physiologie und Psychologie, wobei er besonders von Hermann von Helmholtz beeindruckt war. 1889 ging er nach London und arbeitete als Journalist. 1892 kandidierte er aufgrund seiner irischen Herkunft für das Britische Parliament für Galway, wurde aber nicht gewählt. 1898 ging er als Korrespondent der Daily Mail nach Paris.

### Im Burenkrieg
Als der Zweite Burenkrieg 1899 ausbrach, ging er als Kriegsberichterstatter nach Südafrika, lernte den Burenführer Louis Botha kennen, der ihn so begeisterte, dass er eine eigene irische Brigade auf der Seite der Buren aufstellte, weil von den Briten unterdrückte Völker zusammenhalten müssten. Er wurde zum Oberst ernannt. Sein Einsatz als journalistischer Propagandist der Sache der Buren war aber wichtiger als sein eigentlicher Kriegseinsatz.

### Jahre als Politiker
Nach zwei Jahren im Burenkrieg ging er in die USA, von wo aus er nach kurzer Zeit nach Paris zurückkehrte. Von hier aus kandidierte er im November 1901 in Abwesenheit erneut für Galway Borough und wurde, nachdem er sich im Freiheitskampf gegen Großbritannien bewährt hatte, als MP gewählt. Auf dem Wege nach London wurde Lynch verhaftet und zunächst wegen seiner pro-Buren Aktivitäten für acht Monate inhaftiert. Schließlich wurde er wegen Hochverrats vor Gericht gestellt und am 23. Januar 1903 durch drei Richter zum Tode durch den Strang verurteilt. Die Strafe wurde sofort in lebenslange Haft umgewandelt und nach einem Jahr wurde er von der neuen Regierung unter Balfour auf Bewährung entlassen und im Juli 1907 durch Intervention des Königs begnadigt. Lynch studierte nun Medizin am St Mary’s Hospital, Paddington, London, und graduierte von der University of London (M.R.C.S., L.R.C.P., 1908). Daraufhin praktizierte er jedoch (noch) nicht, sondern kandidierte wieder für das Unterhaus in Westminster und wurde 1909 als Abgeordneter von West Clare, in Irland, gewählt. Parallel fand er die Zeit in Paris sein Diplom als Elektroingenieur zu machen. Lynch sprach und schrieb neben Englisch Französisch und Deutsch.

### Munster Bataillon
Im Ersten Weltkrieg half er zunächst als Verbindungsoffizier zwischen den britischen und französischen Truppen, ehe stellte er ein Bataillon (10. Bataillon der Royal Munster Fusiliers) auf der Seite Großbritannien aufstellte, er war nun Oberst im Dienste des Königs und stand Lord Northcliffe nahe. 1918 kandidierte er erneut für das Parlament, diesmal für die Labour Party, wurde aber nicht gewählt. Nun mehr ließ er sich als Arzt in Haverstock Hill, einem nördlichen Stadtviertel von London, nieder.

## Veröffentlichungen
Lynch schrieb eine große Anzahl von Büchern und Zeitungs- sowie Zeitschriftenartikeln, er schrieb Gedichte (nach der Art von Lord Byron), versuchte Albert Einstein Relativitätstheorie zu widerlegen. Seine Werke zur Psychologie und Ethik wurden hoch gelobt. Pierre de Coubertin übernahm Lynchs Theorie und Enthusiasmus der Religio Athletae als philosophische Grundlage seines Olympismus. Seine wichtigsten Publikationen:
- Modern Authors (1891)
- Approaches the Poor Scholar’s Quest of a Mecca (1892)
- A Koran of Love (1894)
- Our Poets (1894)
- Religio Athletae (1895)
- Human Documents (1896)
- Prince Azreel (1911)
- Psychology; A New System (two vol.; 1912)
- Purpose and Evolution (1913)
- Sonnets of the Banner and the Star (1914)
- Ireland: Vital Hour (1915)
- Poppy Meadows, Roman Philosophique (1915)
- La Nouvelle Ethique (1917)
- L’Evolution dons ses Rapports avec l’ethique (1917)
- Moments of Genius (1919)
- The Immortal Caravel (1920)
- Moods of Life (1921)
- O’Rourke the Great (1921)
- Ethics, an Exposition of Principles (1922)
- Principles of Psychology (1923)
- Seraph Wings (1923)
- My Life Story (1924)
- Science, Leading and Misleading (1927)
- The Rosy Fingers (1929)
- The Case Against Einstein (1932)